# 古
古时，是离今日十分久远的一段时间范围。随着时间的推移，今日所处的时代也将被后世称为古时。
古与今并没有确切的时间点来划分，漢朝時把周朝時叫作“古”，而漢朝稱作“今”，晉朝、宋朝時把漢朝時叫作“古”，而晉朝時、宋朝時稱為“今”。

## 時間劃分

### 現代
其所指稱的歷史時期依各文明發展情況快慢而有所不同，但就其上限而言，一般是以文字的出现作为古代史与史前史的分界。古时的下限，則各文明不同。就中國歷史而言，依照目前中國大陸的官方史學，稱呼1840年以前的全部中國歷史為「中國古代史」。

### 古代
中國古代不同時期對古時有不同的定義。
漢 孟康曰：“《易·系辞》曰：‘《易》之兴，其於中古乎？’然则伏羲为上古， 文王为中古， 孔子为下古。”
《礼记·礼运》“始诸饮食” 唐 孔颖达 疏：“ 伏羲为上古， 神农为中古， 五帝为下古。”
元 李治 《敬斋古今黈》卷五：“前人论三古各别者，从所见者言之，故不同。然以吾身从今日观之，则洪荒太极也，不得以古今命名。大抵自羲、农至尧、舜，为上古；三代之世，为中古；自战国至于今日以前，皆下古也。”